# Domenico Montagnana
Domenico Montagnana (1685–1750) var en italiensk instrumentmager, som er anerkendt som en af de bedste violin- og cellobyggere på sin tid.
Montagnana-instrumenter, specielt hans celloer, er særdeles eftertragtede instrumenter både blandt orkestre og solister. Rekordprisen for et instrument fremstillet af Montagnana, var en violin, der blev solgt for $903.924 i 2010.
Montagnana blev født i Lendinara i Italien i 1685 og startede med at bygge strygeinstrumenter i Venedig i 1701. I 1711 drev han her sit eget instrumentværksted i Calle degli Stagneri i byen. I 1730 udviklede han sit særegne violindesign, men det er først og fremmest hans celloer, som har sikret hans eftermæle som instrumentmager.

## Instrumenter
Mange af hans instrumenter eksisterer stadig, go bliver brugt af berømte musikere eller som del af offentlige eller private samlinger. Kunstnere der spiller eller har spillet på Montagnanas instrumenter inkluderer Stephen Kates, Lionel Tertis, Lynn Harrell, Mischa Maisky, Truls Mørk, Alfred Wallenstein, Josef Roismann, Steven Isserlis, Raphael Wallfisch, Yo-Yo Ma, Paul Watkins, Maurice Eisenberg, Emanuel Feuermann, Daniel Saidenberg, Orlando Cole, Sevak Avanesyan, Nathaniel Rosen, Boris Andrianov, Galen Kelch, Virgil Boutellis-Taft, Sylvia Lent, Ralph Kirshbaum, István Várdai, ogHeinrich Schiff.

### Berømte celloer
- Petunia (1733) - ejet af Yo-Yo Ma
- Ex-Romberg (1733) - udlånt til Raphael Wallfisch
- Esquire (1723) - udlånt til Harriet Krigjh
- Feuermann (1735) - schweizisk samler, tidligere ejet af Emmanuel Feuermann
- Ex-Servais (1738) - ejet af Nathaniel Rosen
- Mighty Venetian (1738) - ejet af Nathaniel Rosen, tidligere ejet af Adrien-François Servais (1807-1866)
- Kates-Hancock (1739) - ejet af Stephen Kates until 2003
- Sleeping Beauty (1739) - ejet af Heinrich Schiff
- Baron Steinheil (1740) (unknown)
- Duchess of Cleaveland (1740) (unknown)
- Montagnana (1710) - ejet af Guilhermina Suggia

### Berømte violiner
- Mackenzie (1721)
- Ex-Bloomfield (1731)
- Ex-Régis Pasquier (1742) - spillet på af Virgil Boutellis-Taft